# Dumicke (Bigge)
Die Dumicke ist ein knapp 4,6 Kilometer langer linker, westlicher Zufluss der Bigge.

## Verlauf
Die Dumicke entspringt in einer Wiese direkt bei Bühren auf 416 m.ü. NHN.
Sie fließt von dort in östlicher Richtung, später in nordöstliche Richtung, passiert den Ort Dumicke, wo sie die Lüttemicke, einen kleinen orographisch linken Zufluss, aufnimmt. Sie passiert den Weiler Hitzendumicke, bevor sie in die Biggetalsperre (Bigge) auf 307 m.ü.NHN mündet.
Während das Bachbett heutzutage bei Vollstau von den Wassermassen des Stausees bzw. des Vorstaubeckens überspült ist, floss die Dumicke früher noch rund 1,7 km weiter, bis sie kurz nach Dumicketal in die Bigge einmündete.

## Zuflüsse
Die Dumicke verfügt über folgende Zuflüsse:
- Zufluss (links), 0,17 km
- Zufluss (links), 0,04 km
- Lüttemicke (links), 1,31 km
- Zufluss (links), 0,18 km
- Zufluss (rechts), 0,1 km
- Zufluss (links), 0,37 km
- Zufluss (links), 0,25 km
- Zufluss (rechts), 0,28 km
- Zufluss (links), 0,15 km
- Zufluss (links), 0,48 km
- Zufluss (rechts), 0,35 km
- Zufluss (links), 0,43 km
- Zufluss (links), 0,24 km
- Zufluss (links), 0,4 km

## Ortschaften
Ortschaften an der Dumicke:
- Bühren
- Dumicke
- Hitzendumicke
- Dumicketal (ehemalige Siedlung am Bach)

Im Zuge des Baus der Biggetalsperre wurde das Dorf Dumicketal im unteren Verlauf der Dumicke abgerissen.